# Варсі (провінція Парма)
Варсі (італ. Varsi) — муніципалітет в Італії, у регіоні Емілія-Романья,  провінція Парма.
Варсі розташоване на відстані близько 380 км на північний захід від Рима, 120 км на захід від Болоньї, 45 км на захід від Парми.
Населення — 1257 осіб (2014).

## Демографія
Населення за роками:

Станом на 1 січня 2023 року в муніципалітеті офіційно проживав 71 іноземець з 16 країн, серед них 32 громадяни країн Євросоюзу та 3 громадяни України.

## Сусідні муніципалітети
- Барді
- Боре
- Соліньяно
- Вальмоццола
- Варано-де'-Мелегарі